# Lijst van oorlogsmonumenten in Amstelveen
De Nederlandse gemeente Amstelveen heeft negen oorlogsmonumenten. Hieronder een overzicht.
| Nr.                             | Object                           | Herdachte groep | Ontwerper       | Onthulling        | Type                   | Locatie                                          | Plaats                                    | Coördinaten                   | Foto                      |
| ------------------------------- | -------------------------------- | --- | --------------- | ----------------- | ---------------------- | ------------------------------------------------ | ----------------------------------------- | ----------------------------- | ------------------------- |
| 510                             | Indië-monument                   | militairen in dienst van het Ned. Kon. na 1945, militairen in dienst van het Ned. Kon. 1940-1945, burgers voormalig Nederlands-Indië | Ella van de Ven | 8 december 1994   | beeld/sculptuur        | Molenweg (Broersepark), 1182 CK                  | Amstelveen                                | 52° 18' 30" NB, 4° 50' 57" OL | Meer afbeeldingen         |
| 514                             | Monument Antoon de Lange         | lid Binnenlandse Strijdkrachten |                 | 6 oktober 1945    | Christus aan het kruis | Nesserlaan, 1188 ZK                              | Amstelveen                                |                               | Monument Antoon de Lange  |
| 515                             | Oorlogsmonument                  | algemeen, burgerslachtoffers | Theo Bennes     | 4 mei 1950        | beeld/sculptuur        | Amsterdamseweg (44-60) (Broersepark), 1182 HE    | Amstelveen                                | 52° 18' 23" NB, 4° 50' 48" OL | Oorlogsmonument           |
| 699                             | Nationaal Dachau Monument        | vervolgden Nederland, verzet Nederland                                                                                               | Niek Kemps      | 1 december 1996   | overig                 | Bosbaanweg (Amsterdamse Bos), 1182               | Amstelveen                                | 52° 19' 34" NB, 4° 50' 11" OL | Nationaal Dachau Monument |
| 2118                            | Herdenkingskruis                 | burgerslachtoffers | A. Andréa       |                   | kruis                  | Amsteldijk Zuid (144) (bij Urbanuskerk), 1189 VL | Amstelveen (Nes aan de Amstel)            | 52° 15' 40" NB, 4° 52' 25" OL | Herdenkingskruis          |
| 2119                            | De barmhartige Samaritaan        | overig | Piet Peters     | 27 april 1948     | reliëf                 | Dorpsstraat 75, 1182 JC                          | Amstelveen                                | 52° 18' 3" NB, 4° 50' 46" OL  | De barmhartige Samaritaan |
| 3053                            | Gedenkplaat in de Pauluskerk     | burgerslachtoffers, verzet Nederland                                                                                                 |                 | 27 september 1947 | plaquette              | Wolfert van Borsselenweg 116, 1181 PJ            | Amstelveen                                | 52° 18' 47" NB, 4° 51' 17" OL |                           |
| 4293                            | Monument Nooit Meer Teruggekomen | 166 vermoorde Joden uit Amstelveen                                                                                                   | Piet Cohen      | 24 september 2020 | opengevouwen briefje   | Prins Bernhardlaan, 1182 BE                      | Amstelveen                                | 52° 18' 57" NB, 4° 50' 49" OL | Meer afbeeldingen         |
| Dit oorlogsmonument op Wikidata | Stolpersteine                    | vervolgden Nederland | Gunter Demnig   |                   | reliëf                 |                                                  | Zie Lijst van Stolpersteine in Amstelveen |                               | Stolpersteine             |

Aalsmeer ·
Alkmaar ·
Amstelveen ·
Amsterdam ·
Bergen ·
Beverwijk ·
Blaricum ·
Bloemendaal ·
Castricum ·
Den Helder ·
Diemen ·
Dijk en Waard ·
Drechterland ·
Edam-Volendam ·
Enkhuizen ·
Gooise Meren ·
Haarlem ·
Haarlemmermeer ·
Heemskerk ·
Heemstede ·
Heiloo ·
Hilversum ·
Hollands Kroon ·
Hoorn ·
Huizen ·
Koggenland ·
Landsmeer ·
Laren ·
Medemblik ·
Oostzaan ·
Opmeer ·
Ouder-Amstel ·
Purmerend ·
Schagen ·
Stede Broec ·
Texel ·
Uitgeest ·
Uithoorn ·
Velsen ·
Waterland ·
Weesp ·
Wijdemeren ·
Wormerland ·
Zaanstad ·
Zandvoort